# En la ciudad de Sylvia
En la ciudad de Sylvia es una película española dirigida por José Luis Guerín.

## Argumento
La historia comienza con un juego de miradas entre un chico (Xavier Lafitte) y las chicas que hay a su alrededor. Cuenta el regreso a Estrasburgo de un hombre en busca del amor perdido.

## Comentarios
- Compite en la sección oficial de la Mostra de Venezia (2007).
- Compite en el Festival de cine de Toronto (2007).